# Juan Llácer y Viana
Juan Llácer y Viana fue un pintor español del siglo XIX.

## Biografía
Académico supernumerario por la pintura de la Academia de San Carlos de Valencia, fue autor de un cuadro de Nuestra Señora de los Dolores en la capilla del cementerio de Denia, edificado en 1843; del de Carolina Llanos, pintado de memoria después de la muerte de dicha señora; de un lienzo representando Los saguntinos, que se conservaba en el Museo provincial de Valencia, y de otras obras que conservan diferentes particulares.